# Kako mi je, tako mi je
Kako mi je, tako mi je je deveti album hrvatskog glazbenika Mate Bulića. 

Marko Perković Thompson je skladao pjesme: Pošto poto, Dan po dan, Ostarit´ ću nikad neću znati, Narodno veselje  i Zlatne niti naše sreće.
Izašao je 2007. godine. Album je prodan u srebrenoj nakladi u prvih mjesec dana u Hrvatskoj.

## Popis pjesama
1. Ja ne starim od godina
2. Pošto poto
3. Srce stalo
4. Kućo stara
5. Jablani
6. Idemo na silo
7. Dan po dan
8. Oj Jelena
9. Jesi l´ svoju sreću našla
10. Naoružan sam do zuba
11. Nije čaša kriva što je čaša
12. Ostarit´ ću nikad neću znati
13. Nema žena ružnih
14. Narodno veselje
15. Kada pijem...
16. Zlatne niti naše sreće